# Jana Josephina Leipziger
Jana Josephina Leipziger (* 15. Oktober 1978) ist eine deutsch-schweizerische Schauspielerin und Sängerin.

## Leben und Wirken
Jana Leipziger wurde als Tochter einer Deutschen und eines Schweizers geboren und wuchs in Frankfurt am Main auf, wo sie auch ihr Abitur machte. Einem Studium der Regie in London folgte eine Ausbildung zur Schauspielerin an der Zürcher Hochschule der Künste (2000–2004). Theaterauftritte hatte sie unter anderen am Schauspiel Hannover und am Künstlerhaus Frankfurt. Einem breiteren Publikum wurde sie durch ihre Fernsehrollen in einer Rosamunde-Pilcher-Verfilmung sowie die Fahrt mit dem Traumschiff nach Chile und auf die Osterinseln bekannt. Als Sängerin veröffentlichte sie unter dem Pseudonym Jana Josephina mehrere Musikalben und Singles.

## Filmografie (Auswahl)
- 1998: Das merkwürdige Verhalten geschlechtsreifer Großstädter zur Paarungszeit
- 1998: Rosamunde Pilcher: Dornen im Tal der Blumen (Fernsehreihe)
- 1999: Rivalinnen der Liebe (Fernsehfilm)
- 1999: Midsommar Stories (Episodenfilm)
- 2000: SOKO München (Fernsehserie, eine Folge)
- 2001: Leo und Claire
- 2002: Das Traumschiff: Chile und die Osterinseln (Fernsehreihe)
- 2017: Von Erholung war nie die Rede (Fernsehfilm)
- 2018: Die Welt der Wunderlichs
- 2019: Reiterhof Wildenstein (Fernsehserie, eine Folge)

## Diskografie (Auswahl)
- Karussell der Liebe (2009)
- Contradiction (2014)